# Emperor (gruppo musicale)
Gli Emperor sono un gruppo musicale black metal, fondato in Norvegia nel 1991.

## Storia del gruppo

### Primi anni

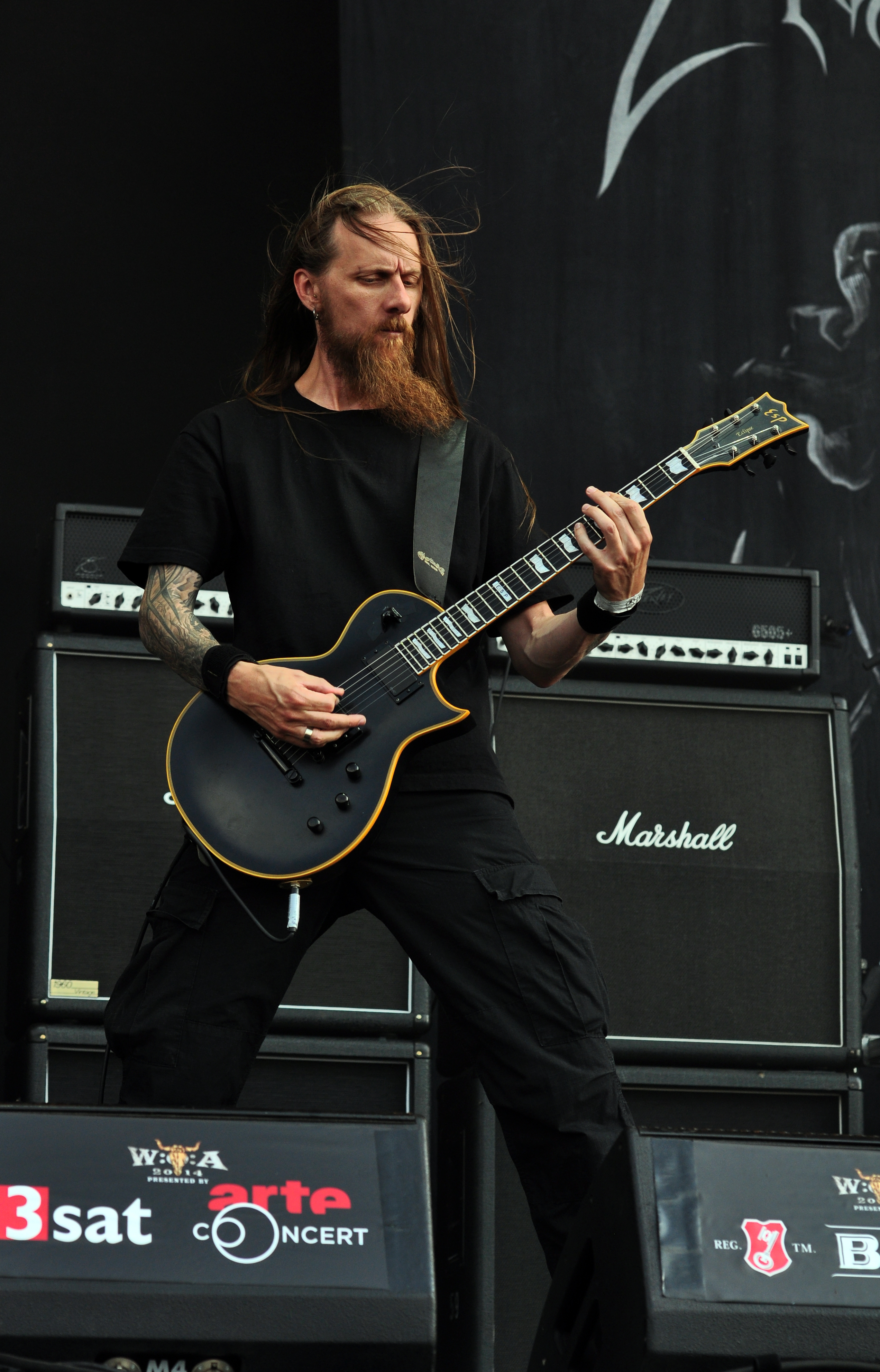
Samoth

Gli Emperor nascono in Norvegia nel 1991 come trio formato da Samoth (batteria), Ihsahn (chitarra, voce e tastiera) e Mortiis (basso). La prima pubblicazione è il demo Wrath of the Tyrant, uscito nello stesso anno e che catturò l'attenzione dell'etichetta Candlelight Records, che decise di metterli immediatamente sotto contratto.
Grazie all'accordo siglato, gli Emperor poterono registrare una nuova pubblicazione. Per l'occasione Samoth abbandonò la batteria, sostituito da Bård Faust, per dedicarsi alle parti di chitarra. Nel 1992 uscì così l'EP Emperor, composto da due brani inediti e due tratti da Wrath of the Tyrant. Il disco ebbe un ottimo successo grazie alla sua carica innovativa dovuta all'uso seppur ancora molto blando delle tastiere.

### In the Nightside Eclipse

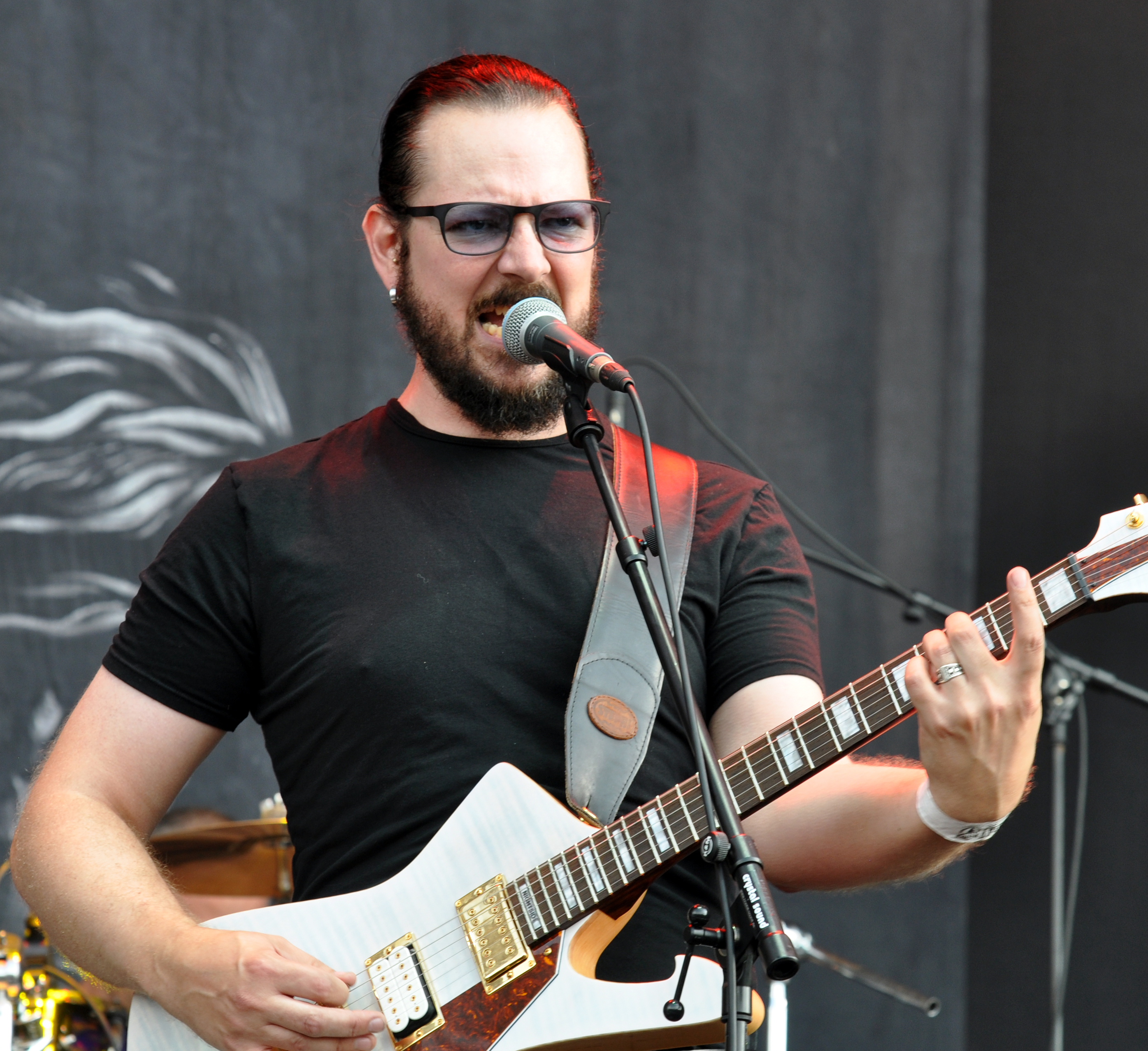
Ihsahn

Rientrati nuovamente in studio, gli Emperor si occuparono della realizzazione del proprio album di debutto. Tuttavia, all'inizio del 1993 in Norvegia scoppiò il caso Black Metal Inner Circle, il presunto circolo di satanisti di cui facevano parte molti personaggi della scena black metal, fra cui Mortiis e Bård Faust. Quest'ultimo venne arrestato per l'omicidio di un omosessuale e decise di collaborare con la giustizia. Venuto a conoscenza della decisione di Faust, il bassista Mortiis, temendo di essere arrestato a sua volta, decise di fuggire in Svezia dopo aver precedentemente lasciato il gruppo.
L'album fu comunque pubblicato nel 1994 e presenta le parti di batteria suonate da Faust, mentre quelle di basso furono curate da Tchort. Dopo l'uscita dell'album il gruppo organizzò una tournée che tocca il loro paese natale e alcuni luoghi dell'Europa, nel quale Faust venne sostituito da Trym degli Enslaved. Concluso il tour, gli Emperor affrontarono nuovi problemi di formazione dovuti all'arresto di Samoth per profanazione di cimiteri e altri luoghi di culto (per il quale resterà in carcere per un anno) e all'allontanamento di Tchort, sostituito da Alver.

### Gli anni del successo

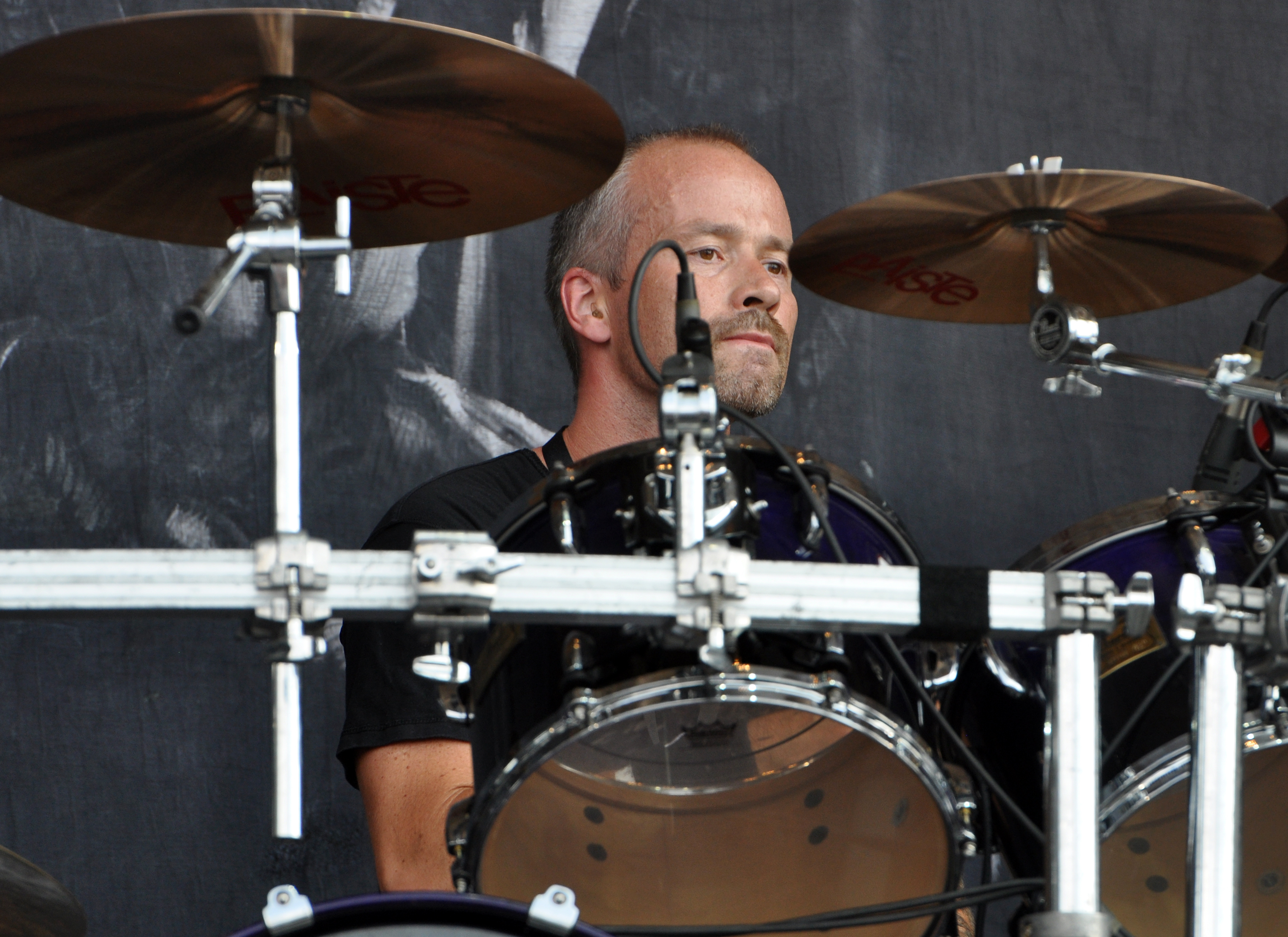
Bård Faust

Ritrovata la stabilità la band nel 1996 pubblica il secondo EP Reverence, che funge da apripista al nuovo album Anthems to the Welkin at Dusk, uscito nel 1997. Il nuovo disco segna un'ulteriore evoluzione delle sonorità con l'introduzione di voci più pulite e melodie più complesse, mantenendo però intatto lo stile black metal. Questa opera segna un cambiamento netto nel sound degli Emperor rispetto al lavoro precedente: nonostante la band spinga sull'acceleratore per quanto riguarda la violenza musicale, prende forma l'architettura sonora che li renderà inconfondibili. Emerge il talento compositivo e spesso contrastante delle due anime della band, Ihsahn e Samoth: il black metal scandinavo più freddo e oltranzista viene arricchito con influenze sinfoniche, epiche e progressive da uno, mentre l'altro si occupa principalmente di passaggi violentissimi e potenti. La chitarra di Samoth assume una sonorità tipica che la rende inconfondibile ancora oggi mentre la voce di Ihsahn muta verso uno scream molto particolare che ricorda molto da vicino King Diamond. Successivamente la band pagherà il tributo dovuto all'artista danese con la reinterpretazione del brano Gypsy da Don't Break the Oath dei Mercyful Fate.
Nello stesso anno e in quello successivo gli Emperor si dedicano a concerti live toccando anche gli Stati Uniti d'America, dove vengono molto apprezzati.
Alla fine del 1998 Alver lascia la band e le parti di basso vengono ora suonate dallo stesso Ihsahn. Nel 1999 esce IX Equilibrium che conferma lo stato di forma del gruppo, che riesce a innovare ancora aggiungendo nuovi elementi ad un sound diventato molto articolato e complesso ma sempre coerente con lo spirito black metal. Dopo la nuova uscita il trio parte per un lungo tour dapprima come spalla della death metal band Morbid Angel, poi come headliner. Durante questi show il gruppo registra l'album live che uscirà nel 2000 con il titolo Emperial Live Ceremony, nella doppia veste di CD e DVD.

### Lo scioglimento

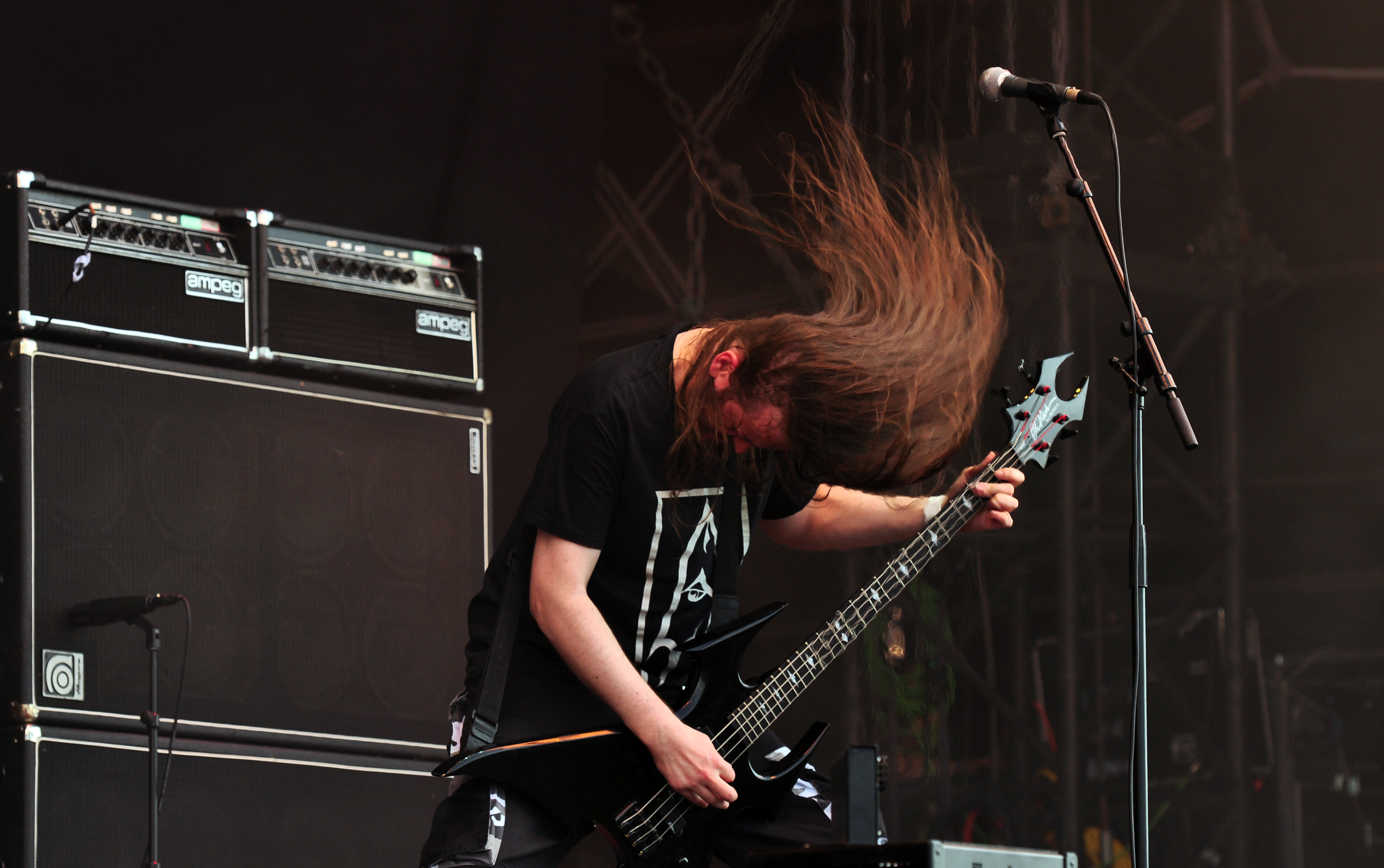
Tony "Secthdamon" Ingebrigtsen

L'anno successivo è la volta di Prometheus: The Discipline of Fire & Demise, quarto e ultimo capitolo della band norvegese, che come al solito non smette di rinnovarsi aggiungendo per l'occasione elementi progressive. Dopo questa uscita il trio decide di sciogliersi per dedicarsi alla carriera solista o alle collaborazioni con altri gruppi.

### Reunion
Il grande numero di fan e la consapevolezza di avere ancora molto da dire fa tornare sui propri passi la band che, decide di riunirsi nel 2005 partecipando a sorpresa ad un concerto a Oslo. Tra il 2006 e il 2007, oltre ad alcune date localizzate, il gruppo partecipa a vari festival metal e si esibisce negli Stati Uniti.
Nell'estate del 2014 si riuniscono per proporre dal vivo l'album di debutto In the Nightside Eclipse, come ospiti dei più importanti festival europei. Arriveranno, addirittura, a suonare due date in Giappone (con Trym Torson alla batteria).
Per il ventennale dall'uscita del loro secondo album Anthems to the Welkin at Dusk, la band nel 2017 si è riunita per una serie limitata di date a cui ha partecipato il batterista che suonò su quel disco, Trym Torson.

## Stile e influenze

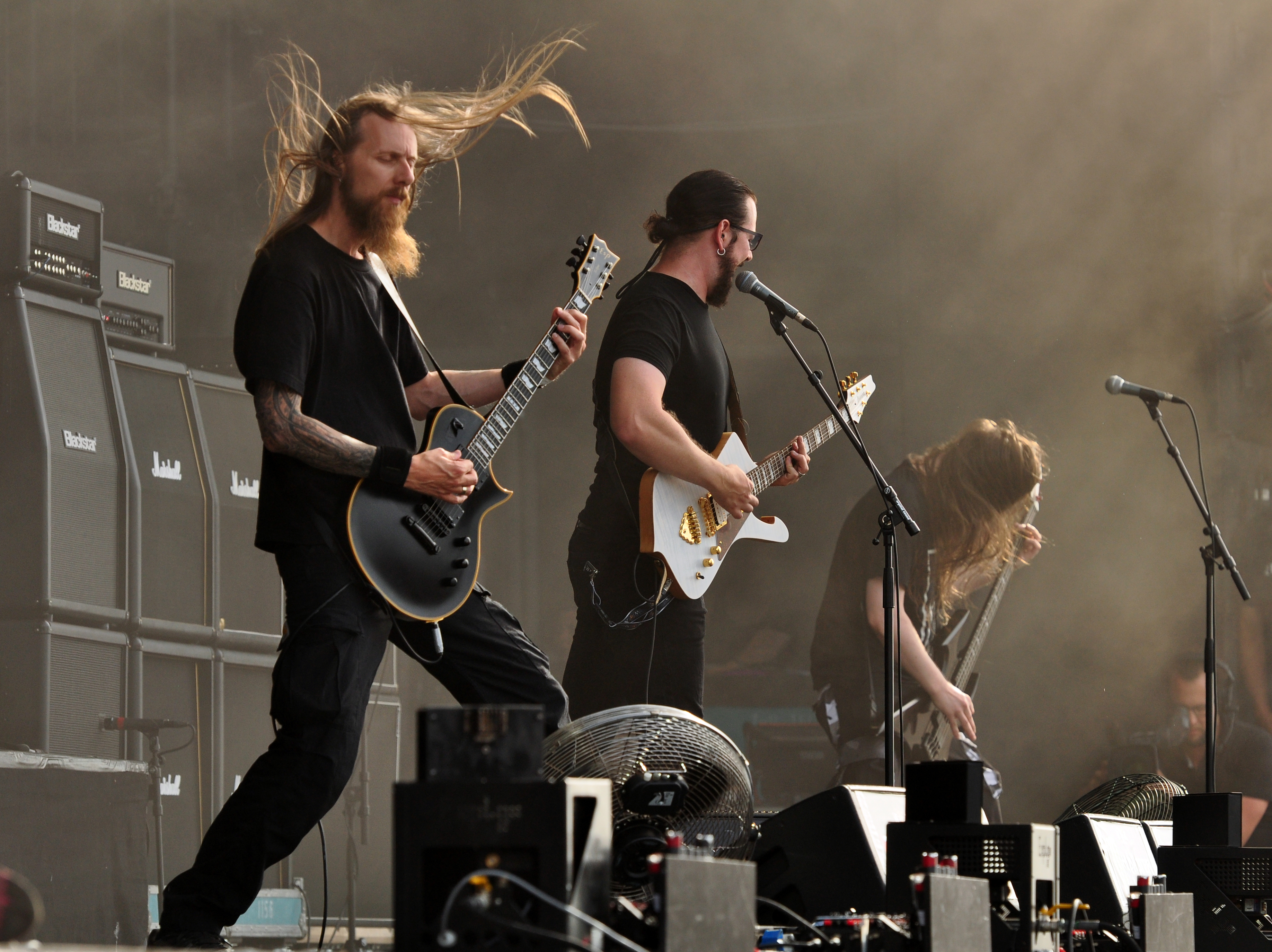
Gli Emperor al Wacken Open Air 2014

Gli Emperor sono considerati tra gli iniziatori del symphonic black metal. La loro musica si ispira ai gruppi seminali del Black metal norvegese (soprattutto Mayhem e Darkthrone), conservandone la violenza ma aggiungendo alle tipiche sonorità grezze del genere evocative tastiere e sintetizzatori.
Gli Emperor hanno influenzato diversi gruppi musicali del panorama metal estremo mondiale, tra cui i norvegesi Dimmu Borgir, gli inglesi Cradle of Filth, i canadesi Artep, i norvegesi Lengsel e i tedeschi Sariola.

## Formazione
Attuale
- Ihsahn – voce, chitarra, tastiera (1991-2001, 2005-2007, 2013-2014, 2016-presente),
- Samoth – batteria (1991-1992), chitarra (1992-2001, 2005-2007, 2014, 2016-presente)
- Trym Torson – batteria (1996-2001, 2005-2007, 2016-presente)

Turnisti
- Jørgen Munkeby – tastiera (2018, 2021-presente)
- Ole Vistnes – basso (2021-presente)

Ex componenti
- Mortiis – basso (1991-1992)
- Tchort – basso (1993-1994)
- Alver – basso (1995-1998)
- Faust – batteria (1992-1994, 2013-2014)

Ex turnisti
- Ildjarn – basso (1993)
- Jan Erik "Tyr" Torgersen – basso, voce aggiuntiva (1998-2001)
- Steinar Sverd Johnsen – tastiera (1994-1995)
- Joachim "Charmand Grimloch" Rygg – tastiera, voce aggiuntiva (1996-1999)
- Einar Solberg – tastiera, voce aggiuntiva (2005-2007, 2013-2014, 2016-2017)
- Gerlioz – tastiera (2018)
- Tony "Secthdamon" Ingebrigtsen – basso, voce aggiuntiva (2005-2007, 2013-2014, 2016-2020)

## Discografia

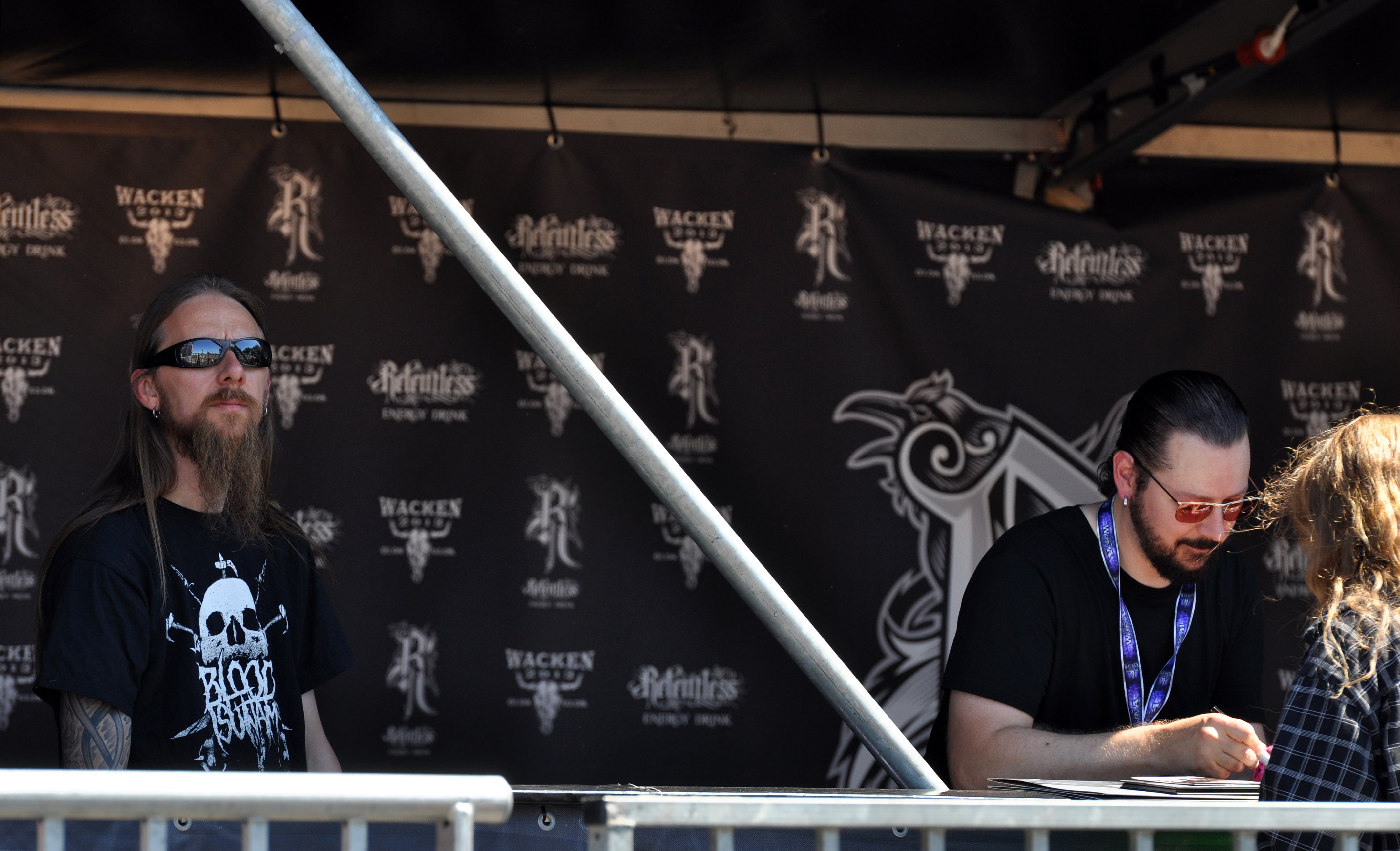
Samoth e Ihsahn al Meet & Greet del Wacken Open Air 2013

### Album in studio
- 1994 – In the Nightside Eclipse
- 1997 – Anthems to the Welkin at Dusk
- 1999 – IX Equilibrium
- 2001 – Prometheus: The Discipline of Fire & Demise

### Album dal vivo
- 2000 – Emperial Live Ceremony
- 2009 – Live Inferno
- 2009 – Live at Wacken Open Air 2006 - "A Night of Emperial Wrath"

### Raccolte
- 2001 – The Emperial Vinyl Presentation
- 2003 – Scattered Ashes: A Decade of Emperial Wrath
- 2015 – Emperor: The Complete Works

### EP
- 1993 – Emperor
- 1993 – As the Shadows Rise
- 1996 – Reverence

### Split
- 1993 – Emperor/Hordanes Land (con gli Enslaved)
- 1999 – Thorns vs. Emperor (con i Thorns)

### Demo
- 1991 – Wrath of the Tyrant

### Singoli
- 1998 – Thus Spake the Nightspirit/Inno a Satana

## Videografia

### Album video
- 2000 – Emperial Live Ceremony
- 2009 – Live Inferno
- 2009 – Live at Wacken Open Air 2006 - "A Night of Emperial Wrath"

## Apparizioni
- 2000 – True Kings of Norway